# Рита Гарднер
Рита Гарднер (енгл. Rita Gardner; Бруклин, 23. октобар 1934 — Њујорк, 24. септембар 2022) била је америчка глумица и певачица.

## Биографија
Гарднер је дебитовала на сцени у оф-Бродвејском мјузиклу Џерија Хермана, под називом Nightcap, пре него што је добила главну улогу у филму The Fantasticks из 1960. године. Мимо Бродвеја појавила се у филмовима као што су The Cradle Will Rock (1964), To Be Young, Gifted, and Black (1969), Jacques Brel is Alive and Well and Living in Paris (1972), Steel Magnolias (1987), Wings (1993) и The Foreigner (2004).
Гарднерова је дебитовала на Бродвеју у кратком мјузиклу A Family Affair  (1962), у којем је играла 65 пута као Сали Нејтан. Представљена је 1963. године као Линда Инглиш у мјузиклу Pal Joey, а замењена је убрзо од стране Сузан Вотсон након што је  1964. године премијерно изведен бродвејски мјузикл Ben Franklin in Paris.
Њена бродвејска каријера је у једном периоду застала, јер је почела да се појављује у филмовима као што су On a Clear Day You Can See Forever (1965), The Last of the Red Hot Lovers (1969) и  Morning's at Seven (2002). Имала је главну улогу Роси у бродвејском мјузиклу The Wedding Singer из 2006. године.
Глумила је и у мјузиклима као што су Show Boat, The Impossible Years,  Lucky in the Rain (1997) и  Eleanor: A Love Story (1999). Појавила се на националној турнеји мјузикла Kiss of the Spider Woman (1994), као и у комаду The Cincinnati Playhouse (2007). Године 2002. појавила се комаду Try to Remember: A Look Back, која је укључивала баладе из мјузикла The Fantasticks. Имала је улоге у ТВ серијама Ред и закон: Одељење за специјалне жртве, Ред и закон и Ред и закон: Злочиначке намере.
Студирала је глуму у Студију Херберт Бегоф у Њујорку. Гарднерова је била удата за драматурга Херба Гарднера; брак се завршио разводом. Била је члан факултета на шестој годишњој кабаре конференцији на Универзитету Јејл 2008. године.